# Epipleoneura metallica
Epipleoneura metallica – gatunek ważki z rodziny łątkowatych (Coenagrionidae). Występuje w lasach Amazonii w Brazylii i Wenezueli.